# Nazionale maschile di beach soccer dell'Irlanda
La nazionale di beach soccer dell'Irlanda rappresenta l’Irlanda nelle competizioni internazionali di beach soccer. La squadra non è più attiva.
Un certo numero di ex calciatori di rilievo ha preso parte al tempo in cui la squadra era attiva, tra cui l'ex attaccante dell'Arsenal e del Manchester United, Frank Stapleton e l'ex manager dei Blackburn, Owen Coyle che nel 2015 ha ricordato la sua partecipazione con affetto mentre commentava la difficoltà di adattarsi a una superficie sabbiosa avendo svolto la sua carriera sull'erba.

## Rosa
Aggiornata a giugno 2002

| N. |                    | Ruolo | Calciatore      |
| -- | ------------------ | ----- | --------------- |
| 2  | Irlanda (bandiera) | P     | Seamus Kelly    |
| 3  | Irlanda (bandiera) | P     | Pat Trehy       |
| 4  | Irlanda (bandiera) |       | Gareth McPhail  |
| 5  | Irlanda (bandiera) |       | Thomas Morgan   |
| 6  | Irlanda (bandiera) |       | Paul Osam       |
| 7  | Irlanda (bandiera) |       | Dean Fitzgerald |
| 8  | Irlanda (bandiera) |       | Liam Kelly      |
| 9  | Irlanda (bandiera) |       | Derek O´Neil    |
| 10 | Irlanda (bandiera) |       | Colm Tresson    |
| 11 | Irlanda (bandiera) |       | Andrew Cooke    |

| N. |                    | Ruolo | Calciatore        |
| -- | ------------------ | ----- | ----------------- |
| 12 | Irlanda (bandiera) |       | Gerry Peyton      |
| 13 | Irlanda (bandiera) |       | Kellam O´Hanlon   |
| 14 | Irlanda (bandiera) |       | Keith Doyle       |
| 15 | Irlanda (bandiera) |       | John Byrne        |
| 16 | Irlanda (bandiera) |       | Tommy Coyne       |
| 17 | Irlanda (bandiera) |       | Owen Coyle        |
| 18 | Irlanda (bandiera) |       | Garry Haylock     |
| 19 | Irlanda (bandiera) |       | Frank Stapleton   |
| 20 | Irlanda (bandiera) |       | Jonathon Prizeman |
| 21 | Irlanda (bandiera) |       | Michael Murphy    |

Allenatore: Derek O´Neil

Manager: Andy Clark